# Jayden Turfkruier
Jayden Kelsey Turfkruier (Amsterdam, 25 september 2002) is een Surinaams-Nederlands voetballer die doorgaans speelt als middenvelder. In juli 2025 verliet hij Telstar. Turfkruier maakte in 2024 zijn debuut in het Surinaams voetbalelftal.

## Clubcarrière
Turfkruier speelde in de jeugd van ASC Waterwijk en verkaste in 2019 naar AFC. In de zomer van 2021 werd hij opgenomen in de opleiding van Telstar. Bij deze club maakte hij in 2022 zijn debuut. Op 11 december werd in eigen huis gespeeld tegen FC Den Bosch. Door een doelpunt van Tom Overtoom werd met 1–0 gewonnen. Turfkruier, die mocht aansluiten bij het eerste elftal vanwege een griepgolf onder de spelers, moest van coach Mike Snoei op de reservebank beginnen en hij mocht acht minuten voor tijd invallen voor Anwar Bensabouh.
In maart 2023 tekende de middenvelder zijn eerste professionele contract, tot medio 2024, met een optie op een seizoen extra. Zijn eerste doelpunt als profvoetballer maakte Turfkruier op 9 september 2023, tegen VVV-Venlo. Hij opende de score, maar door doelpunten van Pepijn Doesburg en Martijn Berden in de tweede helft ging het duel met 1–2 verloren. De optie in zijn contract werd in maart 2024 gelicht, waardoor hij tot medio 2025 kwam vast te liggen bij Telstar. Aan het einde van het seizoen 2024/25 promoveerde hij met Telstar naar de Eredivisie. Na de promotie verliep zijn verbintenis en verliet hij Telstar.

## Clubstatistieken
| Seizoen | Club    | Competitie     | Competitie | Competitie | Beker | Beker | Overig | Overig | Totaal | Totaal |
| Seizoen | Club    | Competitie     | Wed.       | Dlp.       | Wed.  | Dlp.  | Wed.   | Dlp.   | Wed.   | Dlp.   |
| ------- | ------- | -------------- | ---------- | ---------- | ----- | ----- | ------ | ------ | ------ | ------ |
| 2022/23 | Telstar | Eerste divisie | 22         | 0          | 1     | 0     | —      | —      | 23     | 0      |
| 2023/24 | Telstar | Eerste divisie | 32         | 1          | 1     | 0     | —      | —      | 33     | 1      |
| 2024/25 | Telstar | Eerste divisie | 33         | 2          | 2     | 0     | 6      | 0      | 41     | 2      |
| Totaal  | Totaal  | Totaal         | 87         | 3          | 4     | 0     | 6      | 0      | 97     | 3      |

Bijgewerkt op 8 juli 2025.

## Interlandcarrière
Turfkruier werd in oktober 2024 voor het eerst opgenomen in de selectie het Surinaams voetbalelftal. Die maand kwam hij nog niet aan spelen toe. Zijn debuut maakte hij op 19 november 2024, toen een wedstrijd in de CONCACAF Nations League 2024/25 tegen Canada met 3–0 verloren werd. Jonathan David opende de score, waarna Jacob Shaffelburg met twee treffers de eindstand bepaalde. Turfkruier moest van bondscoach Stanley Menzo op de reservebank beginnen en hij mocht in de slotfase invallen voor Ridgeciano Haps.
Menzo nam Turfkruier in juni 2025 op in zijn selectie voor de CONCACAF Gold Cup. Na nederlagen tegen Costa Rica (4–3) en Mexico (0–2) en een gelijkspel tegen de Dominicaanse Republiek (0–0) werd Suriname uitgeschakeld in de groepsfase. Turfkruier kwam niet in actie. Zijn toenmalige clubgenoot Tyrick Bodak (Curaçao) was ook actief op het toernooi.
| Interlands van Jayden Turfkruier voor Suriname | Interlands van Jayden Turfkruier voor Suriname | Interlands van Jayden Turfkruier voor Suriname | Interlands van Jayden Turfkruier voor Suriname | Interlands van Jayden Turfkruier voor Suriname | Interlands van Jayden Turfkruier voor Suriname | Interlands van Jayden Turfkruier voor Suriname |
| №                                              | Datum                                          | Wedstrijd                                      | Uitslag                                        | Competitie                                     | Goals                                          |                                                |
| Als speler bij Telstar                         | Als speler bij Telstar                         | Als speler bij Telstar                         | Als speler bij Telstar                         | Als speler bij Telstar                         | Als speler bij Telstar                         | Als speler bij Telstar                         |
| ---------------------------------------------- | ---------------------------------------------- | ---------------------------------------------- | ---------------------------------------------- | ---------------------------------------------- | ---------------------------------------------- | ---------------------------------------------- |
| 1                                              | 19 november 2024                               | Canada – Suriname                              | 3 – 0                                          | Nations League 2024/25                         |                                                |                                                |
| 2                                              | 21 maart 2025                                  | Suriname – Martinique                          | 1 – 0                                          | Gold Cup 2025 kwalificatie                     |                                                |                                                |
| 3                                              | 11 juni 2025                                   | El Salvador – Suriname                         | 1 – 1                                          | WK 2026 kwalificatie                           |                                                |                                                |

Bijgewerkt op 8 juli 2025.